# Mimopogonius hovorei
Mimopogonius hovorei là một loài bọ cánh cứng trong họ Cerambycidae.